# 翠峰湖
翠峰湖是臺灣最大的高山湖泊，位於太平山國家森林遊樂區內，海拔1850公尺，呈葫蘆狀，舊名「晴峰埤仔」、「晴峰湖」。有著“薄霧中的少女”之美稱，形成原因至今不明，據說曾遭美軍轟炸。
翠峰湖往昔是蘭陽林區管理處（現為林業及自然保育署宜蘭分署）所屬大元山林場負責砍伐集材紅檜及扁柏的區域，湖面被苔原與檜木次生林包圍，屬於禁止進入的森林生態保育區。遊客僅能透過步道與觀湖平台眺望，現今環繞湖面的翠峰湖環山步道，由林場的運材軌道整建而成，步道環繞湖面全長約4公里。

## 地理環境
翠峰湖位於太平山與大元山之間，海拔高度1850公尺，周長600公尺，呈葫蘆形，最寬處160公尺、最窄處則為15公尺。面積視水量的豐枯而定，每年9-11月為滿水期，面積可達25公頃，深度7公尺；1-4月的枯水期則會露出大片水草地，使湖面呈一大一小兩湖狀，面積8公頃，深度3公尺。全湖域皆位於宜蘭縣大同鄉太平村。翠峰湖並沒有任何河流注入，僅以附近山區雨水為水源。湖水呈酸性，pH值4.43-5.83。

## 地質
翠峰湖地區露出的岩層主要有二：

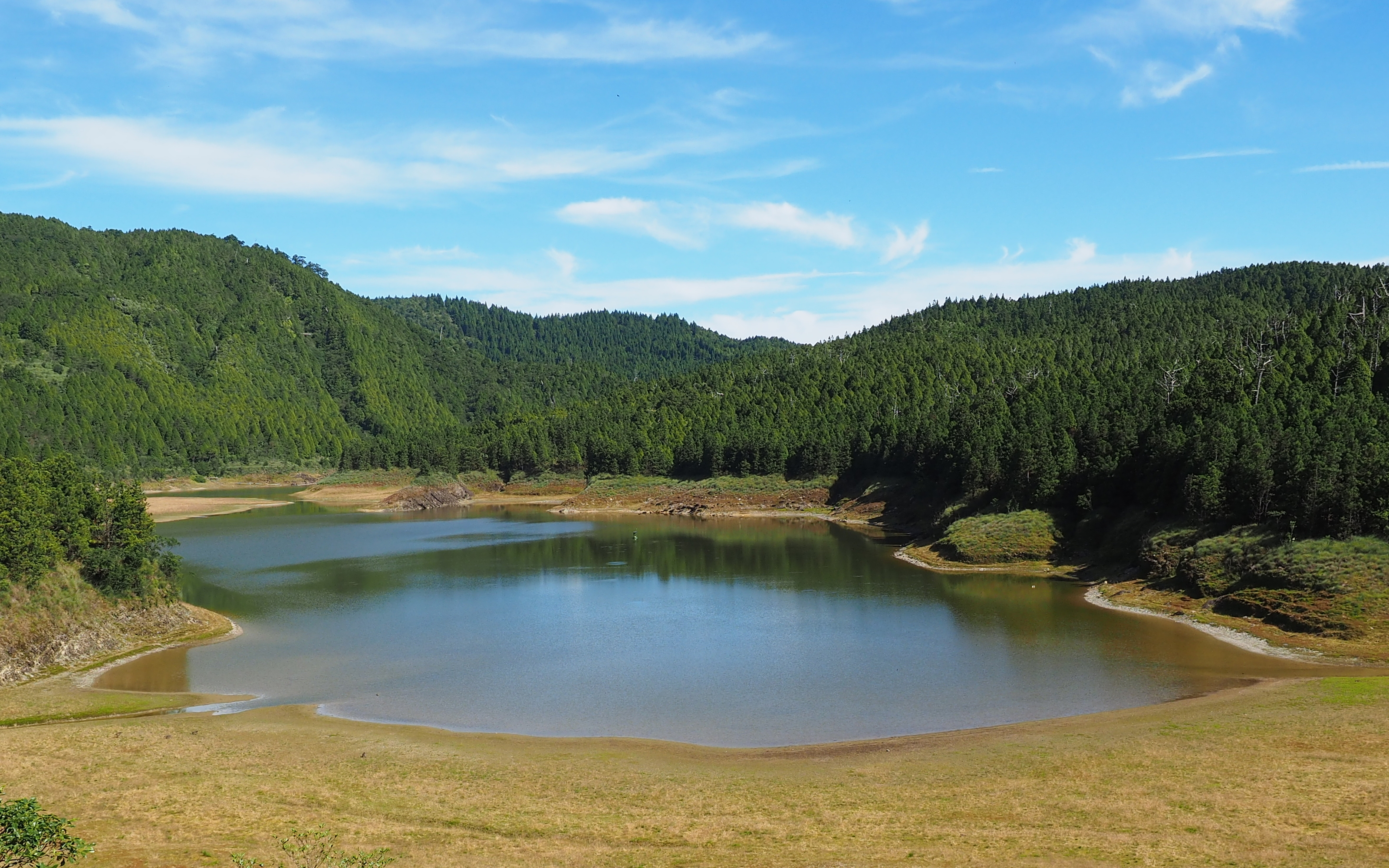
7月的翠峰湖

1. 畢祿山層：成於始新世至漸新世之間，主要由灰黑色板岩構成，夾有厚層之變質砂岩、結晶石灰岩與變質礫岩。
2. 廬山層：成於中新世，主要由板岩構成。

二者以翠峰湖斷層為界。在湖東側的頁岩滲水層，是枯水期水不易蓄滿的原因。
其湖底的沈積物，則可能是由沈積的砂塵、周圍風化後被雨水沖刷入湖的板岩、周圍的樹木和葉子，以及湖水中的有機物構成:42。沈積層在87公分深處，也就是大約2500年左右，出現沈積速率急速加快的現象，可能是因為當時氣候較現今寒冷所造成:53-54。

## 外部連結
- 翠峰湖環山步道 - 山林悠遊網 （页面存档备份，存于）
- 太平山國家森林遊樂區入口網 - 翠峰湖環山步道 （页面存档备份，存于）
- 林務局 - 翠峰湖環山步道 （页面存档备份，存于）